# It's Not the End of the World, But I Can See It from Here
It's Not the End of the World, But I Can See It from Here è il primo singolo estratto dall'album The Betrayed dei Lostprophets.